# Gomphus cuneatus
Gomphus cuneatus är en trollsländeart som beskrevs av James George Needham 1930. Gomphus cuneatus ingår i släktet Gomphus och familjen flodtrollsländor. Inga underarter finns listade i Catalogue of Life.